# マルコス・アントニオ・ナシメント・サントス
マルコス・アントニオ・ナシメント・サントス（Marcos Antônio Nascimento Santos、1988年6月11日 - ）は、ブラジル・アラゴアス州マセイオ出身のサッカー選手。ポジションはミッドフィールダー。
Jリーグ、Kリーグ時代の登録名はマルコス（ハングル: 마르코스）。

## 経歴
2006年シーズン途中で柏レイソルにC契約で加入したミッドフィールダー (ボランチ) 。夏前からチームに合流し、8月に入ってから正式契約を果たしたが、その直後の練習中に左膝前十字靭帯断裂及び右肩鎖関節亜脱臼という全治7ヶ月の重傷を負ってしまい、全く出場機会のないまま帰国した（Jサテライトリーグでは途中出場1試合）。

## 所属クラブ
- 2004年 - 2011年  SCコリンチャンス・アラゴアーノ
  - 2006年  柏レイソル (期限付き移籍)
  - 2007年 → CRB (期限付き移籍)
  - 2008年 → ASA (期限付き移籍)
  - 2008年 → アメリカ-RJ (期限付き移籍)
  - 2009年 → SEガマ (期限付き移籍)
  - 2009年 → CSA (期限付き移籍)
  - 2009年 - 2010年 → TSV1860ミュンヘン (期限付き移籍)
  - 2011年 → ボアEC (期限付き移籍)
  - 2011年 → CRB (期限付き移籍)
- 2012年  ナシオナルFC (ミナスジェライス州)（ポルトガル語版）
- 2013年  CRB
- 2014年  AAサンタ・リタ
- 2014年  アトレチコ・ゴイアニエンセ
- 2015年  CSA
- 2015年  ASA
- 2016年  ボタフォゴ-PB
- 2016年  URT
- 2016年 - 2017年  CSA
- 2018年  FC安養
- 2019年  パイサンドゥSC
- 2020年  ECタウバテ
- 2021年 -  ABC FC

## 個人成績
| 国内大会個人成績 | 国内大会個人成績  | 国内大会個人成績 | 国内大会個人成績 | 国内大会個人成績 | 国内大会個人成績 | 国内大会個人成績 | 国内大会個人成績 | 国内大会個人成績 | 国内大会個人成績 | 国内大会個人成績 | 国内大会個人成績 |
| 年度             | クラブ            | 背番号           | リーグ           | リーグ戦         | リーグ戦         | リーグ杯         | リーグ杯         | オープン杯       | オープン杯       | 期間通算         | 期間通算         |
| 年度             | クラブ            | 背番号           | リーグ           | 出場             | 得点             | 出場             | 得点             | 出場             | 得点             | 出場             | 得点             |
| ブラジル         | ブラジル          | ブラジル         | ブラジル         | リーグ戦         | リーグ戦         | ブラジル杯       | ブラジル杯       | オープン杯       | オープン杯       | 期間通算         | 期間通算         |
| ---------------- | ----------------- | ---------------- | ---------------- | ---------------- | ---------------- | ---------------- | ---------------- | ---------------- | ---------------- | ---------------- | ---------------- |
| 2004             | コリンチャンス-AL |                  |                  |                  |                  |                  |                  |                  |                  |                  |                  |
| 2005             | コリンチャンス-AL |                  |                  |                  |                  |                  |                  |                  |                  |                  |                  |
| 2006             | コリンチャンス-AL |                  |                  |                  |                  |                  |                  |                  |                  |                  |                  |
| 日本             | 日本              | 日本             | 日本             | リーグ戦         | リーグ戦         | リーグ杯         | リーグ杯         | 天皇杯           | 天皇杯           | 期間通算         | 期間通算         |
| 2006             | 柏                | 36               | J2               | 0                | 0                | -                | -                |                  |                  |                  |                  |
| 通算             | ブラジル          | ブラジル         |                  |                  |                  |                  |                  |                  |                  |                  |                  |
| 通算             | 日本              | 日本             | J2               | 0                | 0                | -                | -                |                  |                  |                  |                  |
| 総通算           |                   |                  |                  |                  |                  |                  |                  |                  |                  |                  |                  |